# 酸单胞菌属
酸单胞菌属為红螺菌目醋酸菌科的一属好氧或兼性厌氧发酵型革兰氏阴性杆菌。具圆端。此属的模式种也是唯一种为甲醇酸单胞菌(Acidomonas methanolica)。

## 下属物种
本属包括以下物种：
- 甲醇酸单胞菌 Acidomonas methanolica (Uhlig et al., 1986) Urakami et al.， 1989[1]